# Зміїна колона
Зміїна колона — антична бронзова колона, частина якої дотепер знаходиться на площі Султанахмет в Константинополі. Тіло колони формувала спіраль із трьох змій, голови яких в її завершенні розходилися й первісно підтримували жертовну триногу золоту чашу. Одна з цих трьох голів нині експонується в Археологічному музеї Стамбула. Зміїна колона символізувала перемогу греків над персами в при Платеях. Спершу перебувала в Дельфах, до Константинополя була перевезена Костянтином Великим і відігравала важливу роль у програмі сакрального будівництва нової столиці Римської імперії.
Геродот повідомляв:
|  | Так вони нагромадили там дорогоцінні речі, а потім виділили з них десяту частину для дельфійського бога і з неї були приношення такі, як золотий триніжник, поставлений на бронзового триголового змія поблизу жертовника (IX, 81) |

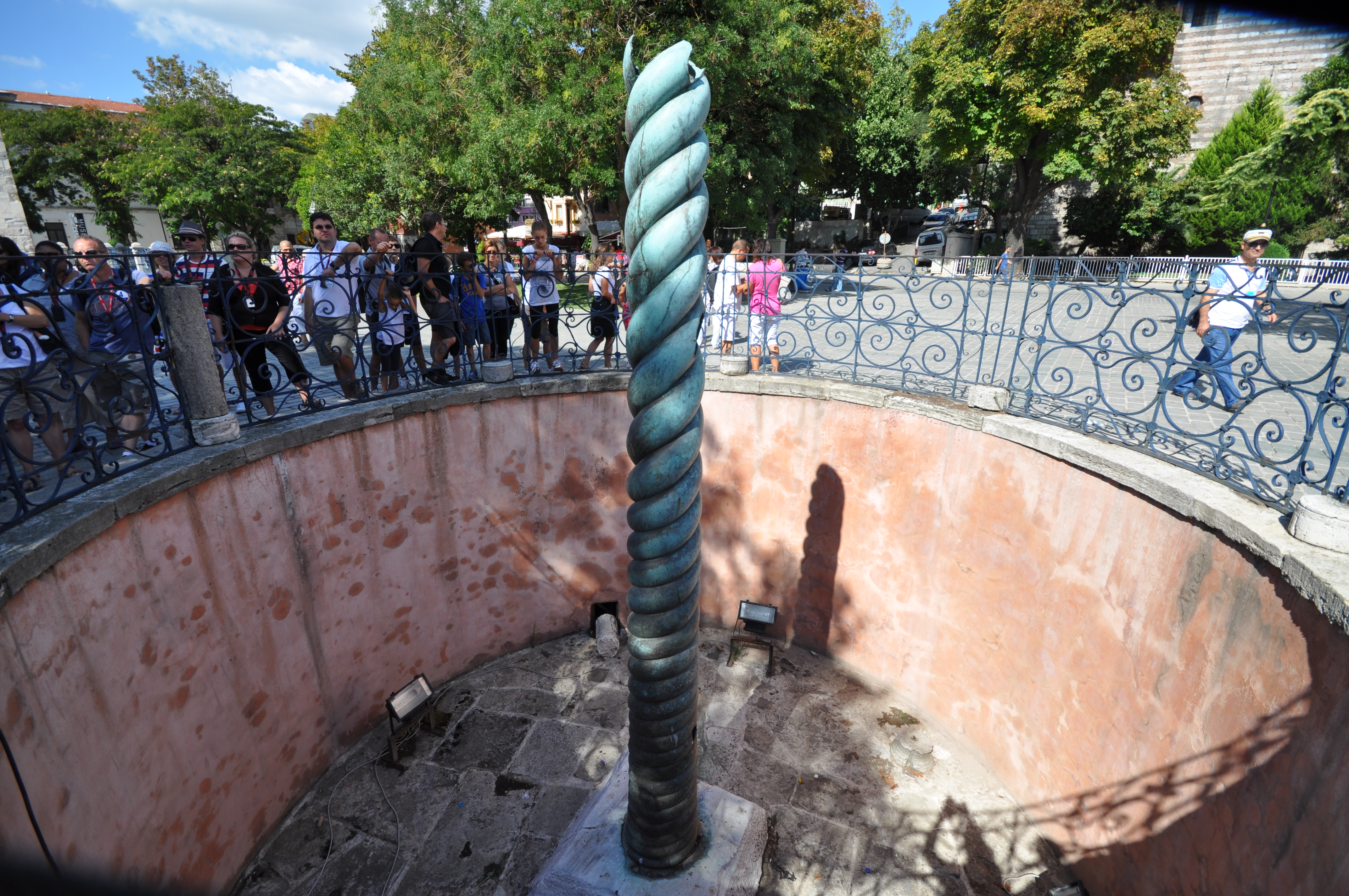
Зміїна колона, сучасний стан
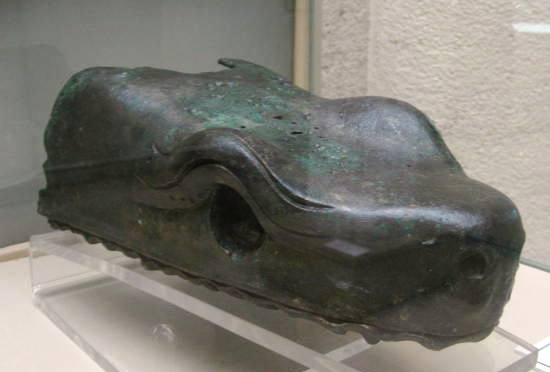
Голова змії зі Зміїної колони, Археологічний музей Стамбула